# 丙二醇单甲醚
丙二醇甲醚（英語：Propylene glycol methyl ether，或称为1-甲氧基-2-丙醇，缩写PGME）是一种有机溶剂，具有广泛的工业和商业用途。与其他乙二醇醚相似，它在印刷/书写的油墨和油漆/涂料中用作溶剂。它还可以用作工业和商业脱漆剂。还被用作柴油发动机的防冻剂。